# Despegue fallido

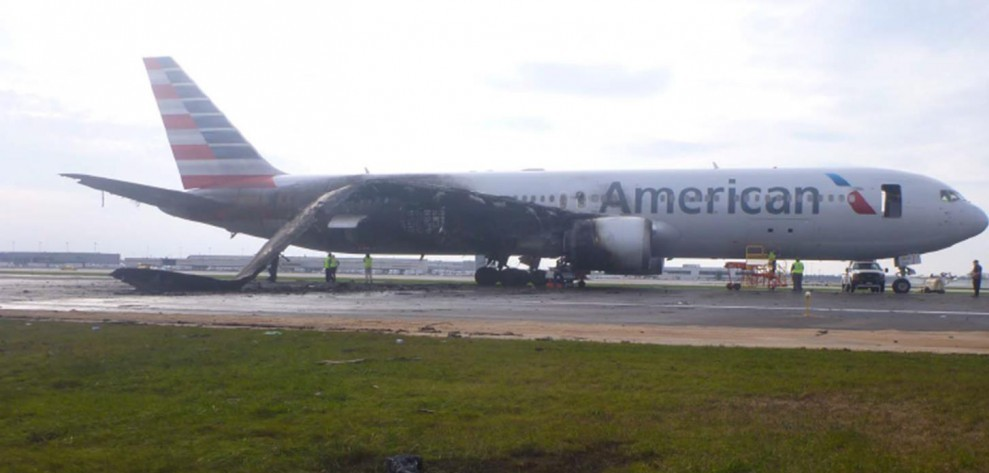
El vuelo 383 de American Airlines realizó un despegue fallido después de sufrir una falla del motor.

El Despegue fallido (en inglés: Rejected takeoff) también conocido como RTO, es el proceso mediante el cual el piloto por algún factor externo o interno decide cancelar el despegue después de iniciar el rodaje de despegue a una determinada velocidad, pero antes de que la aeronave logre elevarse del suelo.
Las razones para realizar un despegue fallido varían, pero generalmente están relacionadas con un problema real o sospechado con la aeronave, como una falla del motor, un obstáculo en la pista, un incendio, una problema de control de la aeronave, una aceleración inusualmente lenta, señales de advertencia automáticas que indican una falla crítica del sistema, condiciones ambientales como cizalladura predictiva o una instrucción del controlador de tráfico aéreo.

## Causas
Hay muchas razones por la cual el Piloto decide cancelar el despegue, entre ellas:
- La aeronave pierde el control, un incendio de motor, apagado de llama, impacto de aves, falla grave del sistema, etc.
- Hay un obstáculo en la pista, instrucción del controlador de tráfico aéreo, error al momento de elegir la pista,  etc.

Las listas de verificación que hacen aconsejable cancelar un despegue han cambiado con el tiempo. Por ejemplo, algunos fabricantes actualmente desaconsejan cancelar un despegue si un neumático explota (sin consecuencias para el resto del fuselaje del avión), porque durante la posterior maniobra de frenado masivo, ese neumático ya no se utilizará y, por lo tanto, colocará una tensión adicional sobre los componentes restantes, haciendo aún más probable que se produzcan más fallas a causa de la explosión.

## Velocidades de decisión
Hay tres fases de un despegue. En el régimen de baja velocidad, generalmente por debajo de 80 nudos aproximadamente, el despegue será cancelado incluso por fallas menores. En el régimen de alta velocidad, generalmente por encima de 80 nudos pero por debajo de V1, se ignoran los problemas menores, pero el despegue seguirá cancelado por problemas graves, en particular por fallas de motor. La velocidad de decisión de despegue, conocida como V1, se calcula antes de cada vuelo para aviones multimotor más grandes. Por debajo de la velocidad de decisión, el avión debería poder detenerse de forma segura antes del final de la pista. Por encima de la velocidad de decisión, el avión puede salirse la pista si se cancela el despegue y, por lo tanto, normalmente no se realiza un despegue fallido por encima de esta velocidad, a menos que haya razones para dudar de la capacidad del avión para volar. Si ocurre o se sospecha una falla grave por encima de V1, pero la capacidad del avión para volar no está en duda, el despegue continúa a pesar de la (sospechosa) falla, y el avión intentará aterrizar de nuevo lo antes posible. Si la capacidad del avión para volar está en duda (por ejemplo, en el caso de una falla importante en el control de vuelo que deja al avión sin poder girar para despegar), la mejor opción puede ser cancelar el despegue incluso después de V1, aceptando la probabilidad de salirse de la pista.
Las aeronaves monomotor rechazarán cualquier despegue tras una falla de motor, independientemente de la velocidad, ya que no hay potencia disponible para continuar el despegue. Incluso si el avión ya está en el aire, si queda suficiente pista, se puede intentar aterrizar en línea recta. Esto también puede aplicarse a algunos bimotores ligeros.
Antes de iniciar la carrera de despegue, se activa el sistema de freno automático de la aeronave, si está disponible. Este sistema aplicará automáticamente los frenos al máximo si se reduce el acelerador a ralentí o se aplica el empuje inverso durante el rodaje de despegue, una vez alcanzada la velocidad preestablecida.

## Implementación
Una vez tomada la decisión de realizar un despegue fallido, se cancelará el procedimiento de despegue antes de alcanzar la velocidad de decisión y se detiene la aeronave utilizando los frenos hidráulicos, los frenos de aire aerodinámicos y (si aún funciona) el inversor de empuje. En el caso de los aviones militares, también puede haber paracaídas de frenado o sistemas de detención disponibles al final de la pista.
Los despegues fallidos se consideran procedimientos de emergencia. En algunas aeronaves, cancelar un despegue es uno de los procedimientos más destacados, los procedimientos de emergencia que deben memorizarse sin la ayuda de una lista de verificación.
Ejemplos de procedimientos para un despegue fallido:
- En los planeadores, se suelta la cuerda de salida y el avión comienza a rodar.[2]
- En los aviones deportivos, el acelerador se establece en ralentí y se aplican los frenos de las ruedas.[3]
- En los aviones de combate, como el F-4 Phantom, la palancas de potencia se mueve a ralentí, se despliega el paracaídas de frenado, se baja el gancho de detención y se aplican los frenos de las ruedas para frenar el avión. [4]

Sin embargo, si se toma la decisión de no cancelar el despegue, éste es obligatorio. Los aviones multimotor están certificados para que puedan alcanzar la velocidad de despegue segura V2 en caso de fallo de un solo motor después de superar la velocidad de decisión.
Luego del despegue y del análisis de los daños en el aire, se toman las medidas adecuadas, que pueden ir desde el retorno inmediato al aeródromo hasta el vertido del combustible al aire o la continuación del vuelo con normalidad.

## Los Autofrenos
Los Autofrenos (en inglés: Autobrake)  son una opción de configuración para el sistema de frenado automático de una aeronave. En esta configuración, si se supera una determinada velocidad de balanceo y se retiran inmediatamente las palancas de empuje, el sistema de frenado automático realiza un frenado de emergencia. Esto es para apoyar a los pilotos, quienes además de activar el freno de velocidad y el empuje inverso, deben mantener la aeronave en la pista a pesar de cualquier falla relacionada con la aeronave (por ejemplo, empuje inverso asimétrico después de una falla del motor).

## Efectos secundarios
Si se cancela un despegue a alta velocidad o con un peso elevado, los frenos pueden calentarse peligrosamente. Por lo tanto, deben poder enfriarse para evitar que los neumáticos exploten o provoquen un incendio. Esto se puede lograr mediante un rodaje lento durante un cierto tiempo o mediante enfriamiento por parte de los bomberos del aeropuerto.

## Pruebas de certificación
Una prueba de despegue fallido suele considerarse una de las más exigentes a las que se somete una aeronave para su certificación. Esta prueba se realiza en las peores condiciones posibles; es decir, con los frenos completamente desgastados, el avión cargado al peso máximo de despegue y sin utilizar inversores de empuje. Durante una prueba de despegue fallido, la mayor parte de la energía cinética del avión se convierte en calor por los frenos, lo que puede provocar la fusión] de los fusibles de los neumáticos y su posterior explosión. Se aceptan pequeños incendios en los frenos, siempre que durante los primeros cinco minutos no afecten a la evacuación segura y completa de la aeronave.